# 共产主义工人国际
共产主义工人国际（德語：Kommunistische Arbeiter-Internationale，缩写为KAI），又称第四共产国际，是一个存在于1922年至1930年代初的委员会共产主义（左翼共产主义的一种）国际政党组织。1921年，德国共产主义工人党发表《第四共产国际宣言》，表明其与共产国际的分歧。1922年，德国共产主义工人党分裂为埃森派和柏林派。同年，埃森派创建共产主义工人国际，吸收了欧洲各国的一些左翼共产主义政党及个人参加。
共产主义工人国际从未成功组织起其各国成员间的共同行动，其成员数也从未超过1000，且因一些成员团体的解散而不断削弱；苏联工人集团（该组织不同意共产主义工人国际拒绝同共产国际组成统一战线的立场）的退出，对其的打击更为巨大。
1927年德国共产主义工人党埃森派解散后，该组织名存实亡，但直到1930年代初才完全停止活动。

## 成员
- 德国共产主义工人党埃森派
- 荷兰共产主义工人党（英语：Communist Workers' Party of the Netherlands）
- 英国共产主义工人党（英语：Workers' Socialist Federation）
- 苏俄共产主义工人党
- 苏联工人集团

此外，还有比利时和保加利亚的一些左翼共产主义者参加。